# Julius Aghahowa
Julius Aghahowa, född 12 februari 1982 i Benin City, är en nigeriansk före detta fotbollsspelare som spelade som anfallare för Sjachtar Donetsk. Han är kanske framför allt känd för sin målgest som består av flera bakåtvolter i rad. Han gjorde Nigerias enda mål i Fotbolls-VM 2002 mot Sverige. 